# Theodora Goss

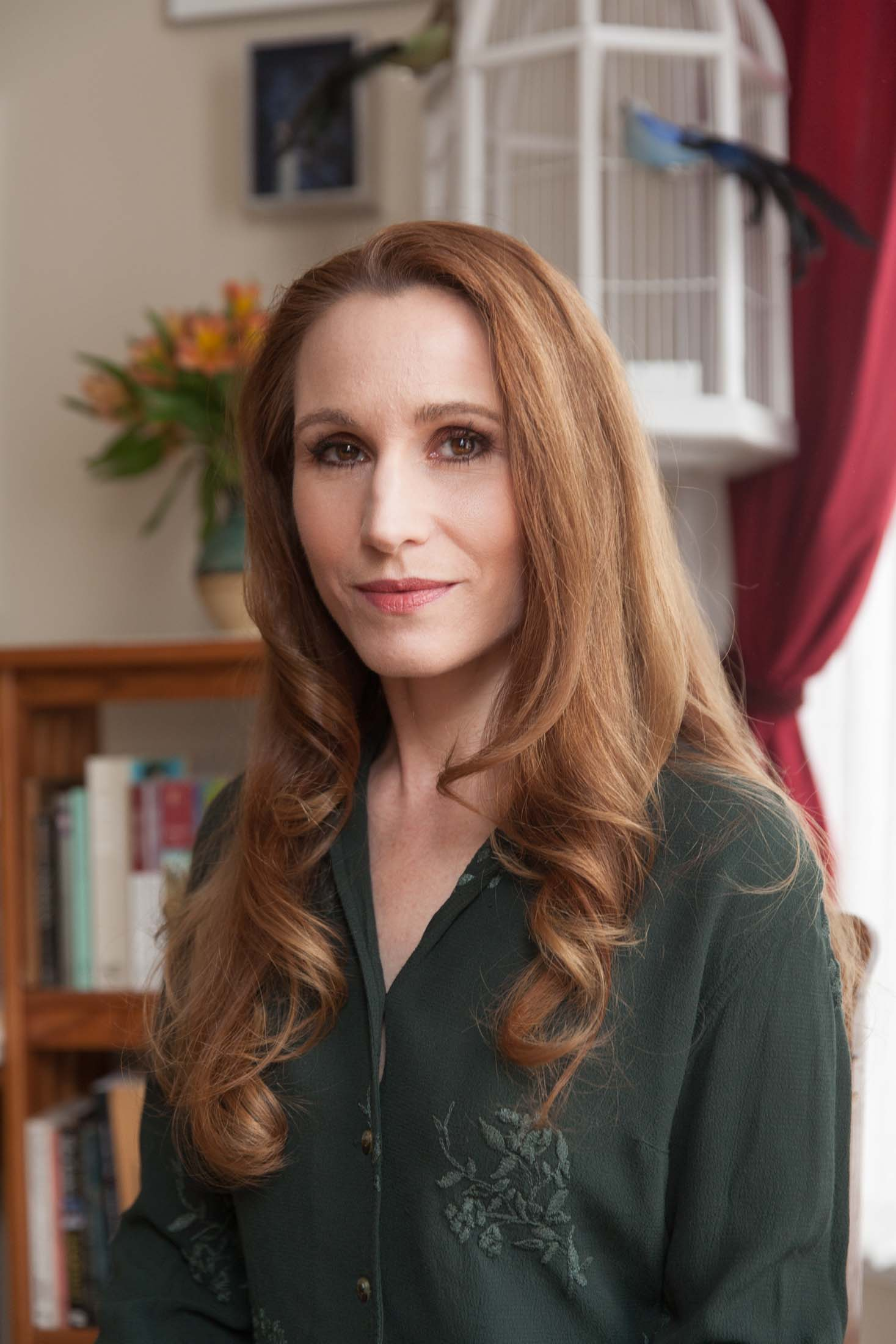
Theodora Goss (Foto von Matthew Stein)

Theodora Ester Goss (geboren als Teodóra Eszter Muszbek am 30. September 1968 in Budapest, Ungarn) ist eine amerikanische Schriftstellerin ungarischer Abstammung. Ihre Werke überschreiten oft Genregrenzen und vermischen verschiedene Gattungen, insbesondere von Märchen, Fantasy und Gothic.

## Leben
Goss wurde in Ungarn geboren. Zusammen mit ihrer Mutter und ihrem Bruder verließ sie das Land, als sie fünf Jahre alt war. Zunächst lebten sie bei ihrer Tante in Mailand und dann zwei Jahre lang in Brüssel. Mit sieben Jahren kam sie in die Vereinigten Staaten. Goss wuchs in Maryland und Virginia auf und studierte englische Literatur an der University of Virginia, wo sie mit dem Bachelor abschloss. Anschließend erwarb sie den Juris Doctor der Harvard Law School und arbeitete vier Jahre lang für Anwaltskanzleien in New York und Boston, kehrte dann aber zur englischen Literatur zurück und promovierte 2011 an der Boston University mit einer Dissertation über den viktorianischen Schauerroman.
2000 war sie Teilnehmerin des Odyssey Writing Workshop. Während sie 2001 am Clarion Science Fiction Writers’ Workshop teilnahm, verkaufte sie ihre erste Geschichte, die Dornröschen-Umerzählung The Rose in Twelve Petals, die 2002 in der Zeitschrift Realms of Fantasy erschien.
Sie lebt in Boston und unterrichtet Kreatives Schreiben im Rahmen des Stonecoast MFA Program in Creative Writing der University of Southern Maine und an der Boston University. Außerdem war sie Dozentin des Odyssey Writing Workshops und des Alpha Workshops, eines Kurses für jugendliche Autoren aus den Bereichen Science-Fiction, Fantasy und Horror.
Sie heiratete 1992 den Wissenschaftler Kendrick Goss und hat mit ihm eine Tochter. 2013 wurde die Ehe geschieden.

## Werk
So wie ihre Biografie von Länderwechseln und Grenzüberschreitungen geprägt war, so spielt die Überschreitung von Gattungs- und Genregrenzen in Goss’ Werk eine wesentliche Rolle. Sie schrieb:

„Als Literaturstudentin sagte man mir, dass es Grenzen gibt: nämlich zwischen Nationen (englisch, amerikanisch, kolonial), Epochen (romantisch, viktorianisch, modern) und Genres (fantastisch, realistisch). Einige Länder ([realistischer] Roman) konnte man ohne Umstände bereisen. Das Wasser dort war unbedenklich und Impfungen nicht erforderlich. Für andere Länder (Schauerroman) gab es Reisewarnungen. Die Hotels waren nicht ordentlich und die Züge nicht pünktlich. Und wieder andere Länder (Liebesroman) besuchte man nur als Anthropologe, um die seltsamen Sitten und Gebräuche der Eingeborenen zu studieren. Und es gab Grenzer (man nennt sie Professoren), welche die Reisepapiere ebenso gründlich prüfen wie irgend ein Mann in olivfarbener Uniform mit einem roten Stern auf seiner Schirmmütze.“

Dementsprechend verweigern sich Goss’ Erzählungen und Romane klaren Zuordnungen. Sie wurde der New Weird-Richtung zugeordnet. Besser ist sicher die Bezeichnung Interstitial Fiction, die sich Goss insofern zu eigen gemacht hat, als sie 2007 zusammen mit Delia Sherman Interfictions herausgab, eine erste Anthologie dieser Richtung, deren Autoren sich gegen einfache Zuordnungen sperren und es sich im Niemandsland zwischen den Genres gemütlich machen.
Ein Beispiel dafür gibt der 2018 mit dem Locus Award ausgezeichnete erste Roman von Goss, The Strange Case of the Alchemist's Daughter. Es geht um eine Mordserie und die Hauptfiguren sind Frauen auf der Suche nach dem Mörder und ihren Wurzeln. Es ist aber kein (realistischer) feministischer Krimi. Eine der Frauen ist Mary Jekyll, welche die Vergangenheit ihres Vaters zu klären sucht. Eine andere ist Diana Hyde, ein von Nonnen aufgezogenes wildes Kind. Bei der Suche nach Edward Hyde sind Sherlock Holmes und Dr. Watson behilflich und im Lauf der Ermittlungen stößt man auf weitere bemerkenswerte Damen, namentlich Beatrice Rappaccini, Catherin Moreau und Justine Frankenstein. Der Roman ist also ein phantastisches Spiel mit den Klassikern der Genres Krimi, Science Fiction und Horror. Insofern die Sichtweisen des viktorianischen Zeitalters und die Dogmen der viktorianischen Wissenschaft hier als Fakten übernommen werden, weist der Roman auch Merkmale einer Alternativgeschichte und des Steampunk auf. 2018 erschien die Fortsetzung European Travel for the Monstrous Gentlewoman.
Neben ihren belletristischen Arbeiten veröffentlicht Goss auch phantastische Lyrik, für die sie 2004 und 2007 mit dem Rhysling Award ausgezeichnet wurde.

## Auszeichnungen
- 2004: Rhysling Award für das lange Gedicht Octavia Is Lost in the Hall of Masks
- 2008: World Fantasy Award für die Kurzgeschichte Singing of Mount Abora
- 2017: Rhysling Award für das lange Gedicht Rose Child
- 2018: Locus Award (First Novel) für den Roman The Strange Case of the Alchemist's Daughter

## Bibliografie
The Extraordinary Adventures of the Athena Club
- 1 The Strange Case of the Alchemist's Daughter (2017)
  - Der seltsame Fall der Alchemisten-Tochter, Panini 2021, ISBN 978-3833241017
- 2 European Travel for the Monstrous Gentlewoman (2018)
  - Die wilde Jagd nach der Monströsen Dame, Panini 2022, ISBN 978-3833241796
- 3 The Sinister Mystery of the Mesmerizing Girl (2019)
  - Das unheilvolle Geheimnis des faszinierenden Mädchens, Panini 2022, ISBN 978-3833242748

Romane
- The Thorn and the Blossom: A Two-Sided Love Story (2011)

Sammlungen
- The Rose in Twelve Petals & Other Stories (2004)
- In the Forest of Forgetting (2006)
- Songs for Ophelia (2014)

Kurzgeschichten
- The Rose in Twelve Petals (2002)
- The Rapid Advance of Sorrow (2002)
- Lily, with Clouds (2003)
- Professor Berkowitz Stands on the Threshold (2003)
- In the Forest of Forgetting (2003)
- Sleeping with Bears (2003)
- Her Mother's Ghosts (2004)
- Miss Emily Gray (2004)
- The Wings of Meister Wilhelm (2004)
- Death Comes for Ervina (2005)
- The Belt (2005)
- A Statement in the Case (2005)
- Pip and the Fairies (2005)
- Lessons with Miss Gray (2006)
- Conrad (2006)
- Letters from Budapest (2006)
- Phalaenopsis (2006)
- Singing of Mount Abora (2007)
- Princess Lucinda and the Hound of the Moon (2007)
- Catherine and the Satyr (2007)
- The Puma (2009)
- Csilla's Story (2009)
- Child-Empress of Mars (2009)
- The Mad Scientist's Daughter (2010)
- Fair Ladies (2010)
- Pug (2011)
- Christopher Raven (2011)
- Woola's Song (2012)
- Beautiful Boys (2012)
- England Under the White Witch (2012)
- Estella Saves the Village (2013)
- Elena's Egg (2013)
- Blanchefleur (2013)
- Lost Girls of Oz (2013)
- Cimmeria: From the Journal of Imaginary Anthropology (2014)
- In Autumn (2015)
- Red as Blood and White as Bone (2016)
- The Other Thea (2016)
- To Budapest, with Love (2017)
- Come See the Living Dryad (2017)
- Snow, Blood, Fur (2017)

Anthologien (als Herausgeber)
- Interfictions: An Anthology of Interstitial Writing (2007, mit Delia Sherman)
- Voices from Fairyland: The Fantastical Poems of Mary Coleridge, Charlotte Mew, and Sylvia Townsend Warner (2008)

Sachliteratur
- The Monster in the Mirror: Late Victorian Gothic and Anthropology (2012, Dissertation)